# EVM 120
EVM 120 (Elektronikus vonatmegállító) je maďarský liniový vlakový zabezpečovač. Jeho použití je omezeno maximální rychlostí 120 km/h. Na nekódovaných tratích slouží jako kontrola bdělosti strojvedoucího.

## Popis zařízení
- Traťová část se skládá z kodéru umístěného poblíž návěstidla, jehož návěst přenáší, do kolejnicových pásů. Obvod uzavírají dvojkolí vozidla.

- Vozidlová část se skládá ze snímacích cívek umístěných před prvním dvojkolím, dekódovacího zařízení a zobrazovače. Zobrazovač má 7 návěstních světel s tímto významem:

|  | Není přijímán kód                            |
|  | Volno                                        |
|  | Rychlost 120 km/h (pouze EVM 160 - viz níže) |
|  | Rychlost 80 km/h                             |
|  | Rychlost 40 km/h                             |
|  | Výstraha - na následujícím návěstidle Stůj   |
|  | Vlak minul návěstidlo v poloze Stůj.         |
|  | Posun (bez přenosu kódu)                     |

## Popis funkce
Zařízení pracuje na základní frekvenci 75 Hz. Přenáší 5 různých návěstí, jejich kódy jsou tvořeny impulsní modulací základní frekvence. Strojvedoucímu se zobrazuje rychlost požadovaná v následujícím oddíle. Pokud se skutečná rychlost vozidla liší od rychlosti požadované, musí strojvedoucí obsluhovat tlačítko bdělosti. Interval obsluhy je závislý na rozdílu obou rychlostí. 
Zařízení samočinně uvede v činnost rychločinné brzdění v těchto případech:
- skutečná rychlost vozidla je vyšší než požadovaná a není včas obslouženo tlačítko bdělosti
- návěst stůj je projeta rychlostí vyšší, než 15 km/h
- v nekódovaném úseku pokud není včas potvrzena bdělost
- v režimu posun je překročena rychlost 40 km/h
- pokud se rozsvítí žluté světlo (vlak se blíží k navěstidlu signalizující "Stůj"), strojvedoucí je vyzván potvrdit bdělost vícekrát a na třetí výzvu nesnižuje rychlost pod 40 km/h.

Pro použití pro rychlosti do 160 km/h byl tento zabezpečovač rozšířen o jeden kód a nese označení EVM 160.
Bdělost v Maďarsku se potvrzuje především trvalým stisknutím pedálu (podobně jako v Rakousku), některé zmodernizované dieselové lokomotívy jsou dodatečně vybaveny tlačítkem. Jestli slyšíte zvukovou výzvu (interval závisí od stavu návěsti) musíte pedál (tlačítko) uvolnit a opět ho stisknout (to platí i při návěsti "Volno").